# Ansambel Roka Žlindre
Ansambel Roka Žlindre je narodnozabavna zasedba, ki je bila ustanovljena leta 2005. Sedež ima v Sodražici. Gre za inštrumentalni trio z dvema pevcema. Skupaj s skupino Kalamari so nastopili na Pesmi Evrovizije v Oslu leta 2010.

## Zasedba
Ansambel Roka Žlindre sestavljajo vodja ansambla Rok Žlindra na harmoniki, Boštjan Merhar na kitari, Rok Modic na basu in vokalista Barbara Ogrinc in Kristjan Oven. Pred zamenjavo z Merharjem je v ansamblu kot kitarist sodeloval tudi Toni Tomas Lovšin, pred Ovnom pa je kot vokalist sodeloval Tadej Osvald.

## Delovanje
Ansambel deluje od leta 2005. V naslednjih dveh letih se je udeležil festivala na Graški Gori in obakrat osvojil srebrnega pastirčka. Po dveh letih delovanja se je uspešno predstavil na festivalu v Dolenjskih Toplicah in bil nagrajen tako s strani občinstva, kot tudi s strani strokovne žirije. Leta 2008 se je uspešno predstavil v Škofji Loki na Večeru slovenskih viž v narečju in na Graški Gori. Obakrat je prejel nagrado občinstva, na Graški Gori pa še nagrado za najboljši trio, obenem pa tudi zlatega pastirčka.
Festivalsko najbolj uspešni sta bili leti 2009 in 2010. Najprej so bili nagrajeni na najprestižnejših festivalih Slovenska polka in valček ter na Ptuju. Najbolj poznani pa so po zmagi na Emi in nastopu na Pesmi Evrovizije v Oslu leta 2010 skupaj s skupino Kalamari in pesmijo Narodnozabavni rock. Na Pesmi Evrovizije so nastopili v 2. polfinalu, kjer so zasedli predzadnje mesto in se tako niso uvrstili v finale.
Leta 2011 se je ansambel odpravil na turnejo po zahodni Kanadi, kjer so jih gostila slovenska izseljenska društva. Največ časa so preživeli v Vancouvru in Calgaryju, ustavili pa so se tudi v Kelownu. Med nastopi so čas izkoristili tudi za ogled različnih znamenitosti, med drugim kanjona Myra, in hokejske tekme. Za en dan so skočili tudi čez mejo v ZDA. Celotna turneja je trajala en mesec.
Leta 2015 so ob 10-letnici delovanja v Športni dvorani v Ribnici priredili koncert »Mi ga pa žlindramo«, ki ga je posnela Televizija Slovenija in ga predvajala naslednje leto v dveh delih. Na tem koncertu so premierno predstavili pesem Nasmehni se, ki so jo posneli skupaj s svojimi vzorniki, ki prav tako prihajajo iz Sodražice, Ansamblom Franca Miheliča.

## Nagrade
Ansambel Roka Žlindre je na festivalih osvojil naslednje nagrade:
- 2006: Graška Gora poje in igra, srebrni pastirček.
- 2007: Graška Gora poje in igra, srebrni pastirček.
- 2007: Festival Dolenjske Toplice, 2. nagrada občinstva in 3. nagrada strokovne komisije.
- 2008: Večer slovenskih viž v narečju, nagrada občinstva.
- 2008: Graška Gora poje in igra, najboljši ansambel po mnenju občinstva, nagrada za najboljši trio in zlati pastirček.
- 2009: Slovenska polka in valček, najboljši valček festivala in najboljša pesem v celoti po mnenju občinstva: Del srca.
- 2009: Festival Ptuj, najboljši ansambel po mnenju občinstva.
- 2010: EMA 2010, zmaga v sodelovanju s skupino Kalamari in udeležba na Pesmi Evrovizije (Narodnozabavni rock).

## Diskografija
Ansambel Roka Žlindre je do sedaj izdal pet albumov. To so:
1. Najlepše je, kadar sva skupaj (2007)
2. Srce pa še vedno hrepeni (2008)
3. Del srca (2010)
4. Rokove najlepše (2011)
5. Lupčka mi je dala, mala (2015)

## Največje uspešnice
Ansambel Roka Žlindre je najbolj poznan po naslednjih skladbah:
- Del srca
- Lupčka mi je dala, mala
- Mi ga pa žlindramo
- Moj Pepi
- Narodnozabavni rock